# 射詰
射詰（いづめ）とは、弓道の個人競技において、決勝で順位を決定する方法。一射ずつ矢を放ち、失中した者は除かれ、的中した者は次の一射を行い、最終的に残った者（的中させ続けた者）が勝ちとなる。ただし、全員が的を外した場合は、再び射ることが出来る。

## 勝敗の付け方
基本的には、連続で的中し続けたものが勝ち。的を外した者はそこで競技終了となる。以下に例を示す（○は中り、×は外れを示す）。
```
A ○○○×　→2位
B ○○○○　→1位
C ○×　　　→3位
D ×　　　　→4位
```

失中者の順位を決定する際には（以下例ではAとCの順位を決定する場合）遠近競射を行う。
```
A ○○○×　→遠近競射で決定
B ○○○○  →1位
C ○○○×　→遠近競射で決定
D ×　　　　→4位
```

ただし全員が失中した場合は、再度全員が一矢ずつ射る。連続的中をしなくても以下の場合はＢが勝ちである。
```
A ○×○×　→2位
B ○×○○  →1位
C ○××　　→3位
D ×　　　　→4位
```

この場合は二射目でA、B、Cの全員が外している為、A、B、Cは再び射ることができる。Dは一射目で外しているので射ることができない。